# Рождественка (приток Ити)
Рождественка — река в России, протекает в Тутаевском районе Ярославской области; правый приток реки Ить.
Сельские населённые пункты около реки: Старово, Лихачево, Юрицево, Зеркаево, Дубровино, Малахово, Исаково, Суглобино; напротив устья находится деревня Тимоханово.

## Галерея
- Недалеко от истока.
- Заливной луг в верховьях реки у деревни Лихачёво.
- Бобровая плотина на Рождественке.
- В тоннеле из ветвей.
- Устье реки.